# Boris Budnikov
Boris Fjodorovitj Budnikov (ryska: Борис Фёдорович Будников), född 16 februari 1942 i Saratov, död 26 april 2023 i Moskva, var en rysk seglare som tävlade för Sovjetunionen.
Han tog OS-silver i soling i samband med de olympiska seglingstävlingarna 1980 i Moskva.